# Lepidiella matagalpensis
Lepidiella matagalpensis är en tvåvingeart som beskrevs av Collantes och Martinez-ortega 1998. Lepidiella matagalpensis ingår i släktet Lepidiella och familjen fjärilsmyggor. Inga underarter finns listade i Catalogue of Life.